# Pásztó
Pásztó (szlovákul: Pastucha, Pastuch vagy Pastuchov) város Nógrád vármegyében, a Pásztói járás székhelye. Az évszázadok során főleg kereskedelemmel foglalkozó mezővárosként vált ismertté. Lakóinak száma – Hasznos és Mátrakeresztes városrészek népességével együtt – nagyságrendileg kilencezer fő.

## Fekvése
Gyöngyöstől északnyugatra, Tar, Mátraszőlős, Zagyvaszentjakab, Kozárd és Csécse között fekszik, a Mátra nyugati lábánál. A Zagyva folyó és a Kövecses-patak által közrefogott dombhátra települt, mintegy 171 méteres tengerszint feletti magasságra. Az említett, törmelékkúp által alkotott dombhát 10-30 méter magasan emelkedik ki környezetéből, és nyugatról a Zagyva völgye, keletről pedig a Mátra 700-800 méteres hegykoszorúi határolják. Északról és délről a Zagyva-folyó völgye nyitott.
Már a középkorban a város egyik területének legmagasabb pontját a templom és az apátság foglalta el, s tőlük keletre egy törttengelyű főút mellett, majd az ebből kiinduló mellék- és összekötő utak mentén terebélyesedett ki Pásztó városa.
Hozzá tartozik Hasznos község a tőle több kilométerre lévő külterületi lakott hellyel, Mátrakeresztessel, régebbi nevén Alsóhutával. Az utóbbi 30 év építkezései főleg a Homok és Fenek nevű dűlőkben folytak, kertes házas beépítéssel. A belváros területén a régi földszintes házak helyén többszintes bérházak épültek.
A Zagyva völgye az egyik összekötő út az Alföld és a Felvidék között. Ennek középtáján jó domborzati viszonyok mellett, a vulkanikus talaj hamar a szőlőművelés egyik központja lett, amely megalapozta az ezen a tájon lévő települések sorsát.
A Kövecses-patak felduzzasztásával kialakított Hasznosi-tározó, a Zsiló-völgy, a Mátrakeresztesről kiinduló gyalogos ösvények kellemes tájra vezetik a turistákat. Erdői a meleget kedvelő tölgyes, cseres, s fentebb pedig gyertyános, bükkös elegyekből állnak. Az ipari üzemek messze vannak, a város levegője tiszta. Termálvize a nyári hónapokban kellemes fürdőzést nyújt.

### Megközelítése
- Az M3-as autópályáról, Hatvannál lekanyarodva a 21-es főúton, Gyöngyös felől a 2408-as úton, Szécsény felől pedig a településtől délnyugatra a 21-eshez csatlakozó 2122-es úton juthatunk el a városba, amely Budapesttől körülbelül 85 kilométerre fekszik. Ecseggel a 2126-os, Csécsével a 2127-es, Szurdokpüspökivel pedig a 2407-es út köti össze. A főút mátraszőlősi csomópontja a központ felől a 2421-es (korábbi útszámozás szerint 24 303-as) úton érhető el. [Határszélét keleten érinti még a 24 137-es út is.]
- Vasúton Pásztó a Hatvan–Somoskőújfalu-vasútvonalon érhető el, vasútállomásának közúti megközelítését a városközpont felől a 2408-as útból kiágazó 24 302-es mellékút biztosítja.
- A település területén húzódik a 21-es főutat és a 2408-as utat összekötő 24 303-as út is, amely a vasút Mátraszőlős-Hasznos megállóhelye és Mátraszőlős felé vezet.

## Nevének eredete
Pásztó neve némelyek szerint az iráni nyelvből eredhet, amelyben egy hasonló alakú szó tábort jelent; más vélemények szerint a település a városon keresztül folyó „Paszth” (ma Kövicses) pataktól vette nevét. A helynevet az ismert írott források közül elsöként Anonymus krónikája említi, Poztuh néven.

## Története

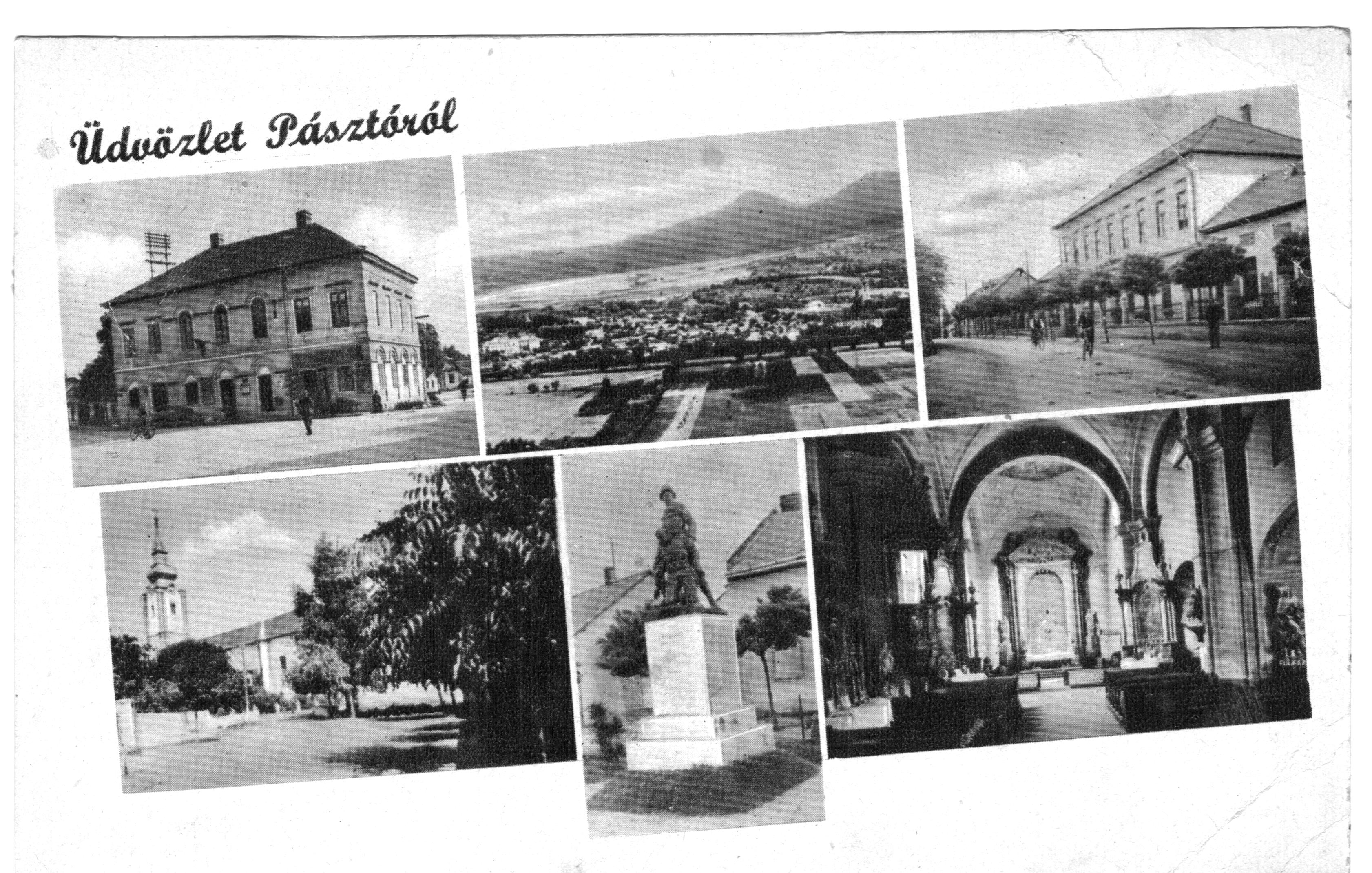
Pásztó nevezetességei

A kedvező természeti, földrajzi adottságok hamar alkalmassá tették a vidéket emberi megtelepedésre. Pásztó már az ősidőktől, kezdve lakott hely, területén őskorból és a bronzkorból származó leletek kerültek napvilágra, és már a népvándorláskor ismert település volt.
Nevét az oklevelek Pasto, Pastro, Pastuch, Paastuchov, Paszthow, Patzhoh alakokban említették, de a többi Pásztótól való megkülönböztetésként Szakállas-Pásztó néven is nevezték, és ez utóbbi változat található az 1686-ból fennmaradt pecsétjén is, melyen egy szakállas fő is látható. A köznép még a közelmúltban is Pásztohának nevezte, és a vidékiek ajkáról még ma is elég gyakran hallhatjuk nevének e tótos változatát.
A honfoglaló magyarok – Anonymus közlése szerint – Árpád parancsa nyomán innen indultak a nógrádi és gömöri részek meghódítására.
A honfoglalás után Árpád Pásztó vidékét Ed és Edumer kun vezéreknek adományozta. Aba Sámuel idejében Pásztó királyi birtok volt; a király nemzetségének több ága (nobiles de genere Aba) itt lakik, sőt maga a király is lakott vagy legalább tartózkodott Pásztón. Szent László idejében még mindig királyi birtok volt; ugyanis a pásztói királyi kúriát Szent László nővére hozományaképpen Lampert ispánnak adományozta.
V. István, az ifjabb király, szintén tartózkodott Pásztón, – a király nemzetségének több ága is (nobiles de genere Aba) itt lakott, sőt maga a király is lakott vagy legalább tartózkodott Pásztón, a hol Jerney szerint udvart is tartott. Szent László idejében még mindig királyi birtok Pásztó; ugyanis a pásztói királyi kúriát Szent László nővére hozományaképpen Lampert ispánnak adományozza. István, az ifjabb király, szintén tartózkodott Pásztón, – egyik oklevelét innen adja ki – úgyszintén Mátyás király is, 1461. szeptember 22-én Pásztóról keltezte levelét. De nemcsak királyi személyek tartózkodása teszi Pásztót nevezetessé; jelentősége is gyorsan emelkedett.
III. Béla Pásztón már 1190-ben a ciszterciek részére apátságot alapított, melynek minden valószínűség szerint a környék palóc lakosainak keresztény hitre való térítése volt a feladata. Az apátságnak kegyura kezdetben maga a király volt. A tatárdúlás után szerzetesek építették újjá a templomot, monostort, majorokat.
István, az ifjabbik király, a kegyúri jogot 1265-ben a Rátót nemzetségből való (de genere Ratold) Domokos mester fiára, Istvánra, a királyné lovászmesterére és ennek családjára ruházta, és 1279. szeptember 25-i rendeletében, kimondta, hogy a pásztói apátság népeinek bírája Rátót István mester, így ügyeikben sem nádor, sem az országbíró, sem Ujvár ispánja nem bíráskodhatik. Rátót (Porch) István kegyúri jogát IV. László is megerősítette.
Rátót (Rátold) leszármazottak – Tariak, Pásztóiak – hosszú évszázadokon keresztül voltak a település életének meghatározói. Pásztó 1298-ban vásártartói jogot kapott.
Fejlődik ipara, mezőgazdasága, melyben kiemelkedő a szőlőkultúra jelentősége. Ennek emlékei a Fő úti gótikus pincék, melyek még ma is használhatók bor tárolására. Tari Lőrinc kérésére 1407. április 26-án Zsigmond király városi kiváltságlevelet adományozott Pásztónak, melyben a város lakóit, a budai polgárokkal egyenlő jogokkal ruházta fel. Kulturális központ jellegét bizonyítja, hogy egy ideig hiteleshelyként működött a pásztói konvent. Középkori iskolája miatt a 15. században nevezetes volt. Pásztó fénykorát a török hódítás törte meg. Száz évig csak égett kövű falak jelezték a várost.
Az 1650-es években kezdett új élet kialakulni. I. Lipót császár adománylevelének birtokában Morvaországból érkezett ciszterci szerzetesek 1715-ben felépítették a ma is álló barokk kolostort. II. József 1787-ben bezáratta az apátságot, de utódai uralkodása alatt 1802-ben azt visszahelyezték eredeti jogaiba.

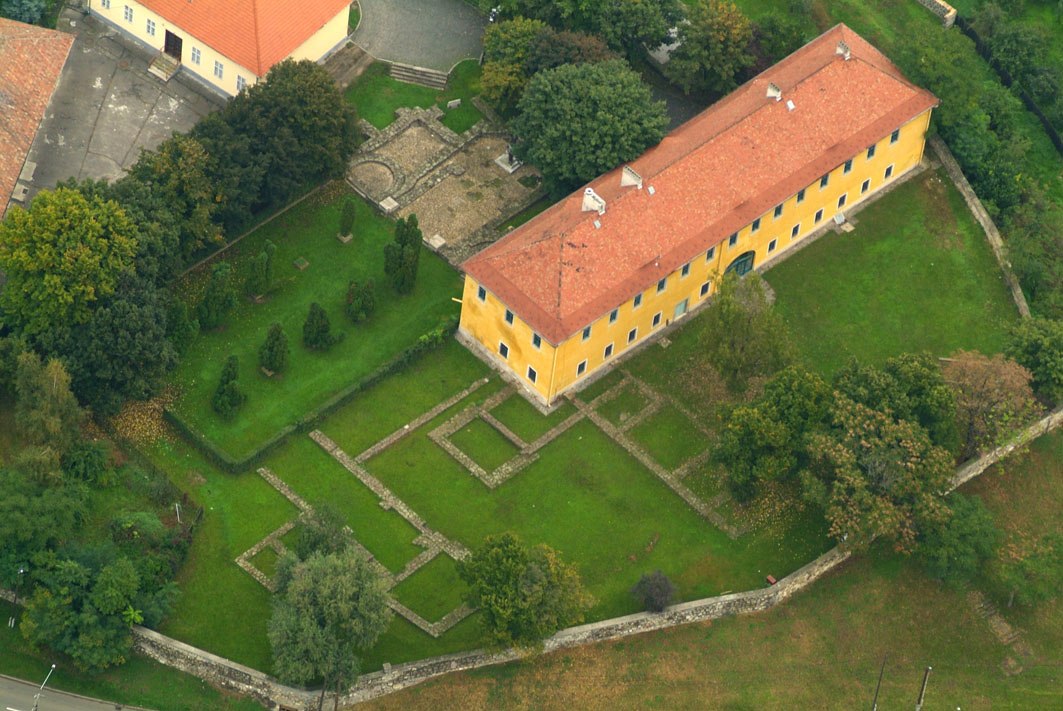
A ciszterciek kolostorának maradványai

A 18. és a 19. században a város fejlődésére már nem jellemző a korábbi időszak dinamizmusa. A 19. század közepén jelentős befolyással volt a település életére és fejlődésére a jobbágyfelszabadítás.
Az 1871-es községi törvény megszüntette a mezővárosi rangot, Pásztó nagyközséggé alakult.
Pásztóhoz tartoztak az 1900-as évek elején a következő telepek is: Alsóhuta, Felsőhuta, (azelőtt Almássy-huta), Fiskalitás huta, Ötházhuta. Továbbá Békástó és Kalandja telepek.
A 20. század elején Heves vármegye Hatvani járásához tartozott.
1910-ben 5792 lakosából 5730 magyar volt. Ebből 5094 római katolikus, 529 izraelita, 95 evangélikus volt.
Az ipari forradalom elkerülte, de vasutat kapott már 1867-ben. Ez alkalmassá tette arra, hogy bekapcsolódjék az ország vérkeringésébe. A szőlőtermelést sújtó filoxéravész miatt a fő jövedelmétől megfosztott településre nehéz idők jártak. A kisipar, a mezőgazdaság, az erdőgazdaság nem biztosította a lakosság megélhetését. A két világháború között jelentős kisiparos réteggel bírt. A szőlő és bortermelése nem érte el a filoxéra előtti szintet.
Az 1950-es megyerendezés során Nógrád megyéhez csatolták, és azonnal járási székhely is lett a nagy múltú, de fejlődésében megrekedt Szirák helyét átvéve. Mezőgazdasága, szőlőtermelése továbbra is meghatározta gazdaságát. Az ipar inkább a könnyűipar formájában képviseltette magát. A század elején kórház épült Pásztón. Az 1950-es években a termálvíz hasznosítására strandfürdő létesült. Az 1960-as években lakótelep formájában növekedett a lakásállomány, miközben a régi hangulatos vidéki város házai majd mind eltűntek.
Pásztóhoz tartoztak a következő telepek is: Alsóhuta, Felsőhuta, (azelőtt Almássy-huta), Fiskalitás huta, Ötházhuta. Továbbá Békástó és Kalandja telepek.
Pásztót 1984. január 1-jén nyilvánították várossá.

## Közélete

### Polgármesterei
| Időszak   | Polgármester           | Párt                        |
| --------- | ---------------------- | --------------------------- |
| 1990–1994 | Dr. Dobrovóczky István | nem ismert                  |
| 1994–1998 | Dr. Dobrovóczky István | független                   |
| 1998–2002 | Sisák Imre János       | független                   |
| 2002–2006 | Sisák Imre János       | Fidesz-MDF-MKDSZ            |
| 2006–2010 | Sisák Imre János       | Fidesz-KDNP-MDF-Nemzeti Kör |
| 2010–2014 | Sisák Imre János       | független                   |
| 2014–2018 | Dömsödi Gábor          | független                   |
| 2018–2019 | Farkas Attila          | Fidesz-KDNP                 |
| 2019–2024 | Farkas Attila          | Fidesz-KDNP                 |
| 2024–     | Farkas Attila          | Fidesz-KDNP                 |

A településen az 1994. december 11-én megtartott polgármester-választáson közel rekordszámú, nem kevesebb, mint 9 jelölt indult a városvezetői posztért, holtversenyben a Békés megyei Múcsonnyal, a Fejér megyei Nadappal, a Jász-Nagykun-Szolnok megyei Jászjákóhalmával, a Szabolcs-Szatmár-Bereg megyei Nyírtass-sal és Tunyogmatolccsal, illetve a Tolna megyei Nagyszokollyal). Ennél is több, 11 polgármesterjelölt abban az évben csak a szintén szabolcsi Pátroha községben indult.
2014-ben a pásztói lakosok Dömsödi Gábor televíziós újságírót választották a település polgármesterévé. 2018 elejére azonban megromlott a viszony a polgármester és a képviselő-testület tagjai között, ami odáig fajult, hogy a 2018. április 12-i testületi ülésen Farkas Attila fideszes képviselő, volt alpolgármester lemondásra kérte Dömsödit, majd minden képviselő elhagyta a termet. Dömsödi nem mondott le tisztségéről, ezért a testület feloszlatta magát. Az emiatt szükségessé vált időközi választást 2018. augusztus 12-én tartották meg, ezen Dömsödi Gábor 106 szavazatnyi különbséggel (1782:1888) alulmaradt Farkas Attilával szemben.

## Címere
- „Ezüstszínű, egyenes állású, csücskös talpú a pajzs, a közepét uraló, balra tekintő, fekete színű címeralakkal. A címeralak a Pásztónak városi jogállást adományozó Zsigmond magyar király (1387–1437) korabeli ábrázoláson alapuló képe. * A pajzson nyitott, egyenes talpú, leveles heraldikai korona fekszik. A korona színe arany, ezüstgyöngyök, piros és zöld ékkövek díszítik."
- 1 Archiválva 2010. április 14-i dátummal a Wayback Machine-ben

## Városrészei
1984-ben Pásztóhoz csatolták az addig önálló Hasznos községet annak részével, Mátrakeresztessel együtt. Hasznos szinte összeépült a várossal, Mátrakeresztes távolabb fekszik a Mátra völgyében, mindkét település falusias jellegű.
Szintén Pásztóhoz csatolták 1984-ben Mátraszőlőst, de ez a község 1991-ben újra önállóvá vált.

### Hasznos
Kelet-nyugat fekvésű településrész Pásztótól keletre a Kövecses-patak völgyében a Nyugati-Mátra lábánál. Pásztóval nyugat felől már szinte összeépült. A keresztülvezet rajta a Pásztó-Galyatető-Mátra-nyereg közút, a Mátra egyik fő közlekedési útvonala. Ezen az úton közelíthető meg Mátrakeresztes is.
1265-ben az addig Ágasvárhoz tartozó birtokot a Rátót nemzetséghez tartozó Porch István kapta meg királyi adományként. 1349 körül már hasznosi Nagy Domokos a falu birtokosa, akinek fia, István lett a Pásztói család őse, aki már 1348-ban, hasznosi előnévvel szerepel, tőle származik a Pásztohi család.
Pásztó vára már a 14. század elején már fennállt, 1329-ben említik várnagyát is. 1454-ben a hasznosi vár a Pásztohi család birtoka volt, amelyhez ekkor Hasznos helység Vésze és Ders részei tartoztak. 1489-ben a helység birtoka miatt a Nánai Kompolthiak pert folytattak a Pásztohiakkal. Az 1552. évi adóösszeírás szerint 6 portája volt; ekkor már török területként, 1589–90-ben az egri várba szállította be a főpapi tizedet. 1635-ben 1, 1647-ben 1, 1675-ben fél, 1686-ban fél portával volt felvéve. 1693-ban az összeírás szerint gróf Koháry István volt a birtokosa, de ugyanekkor Vay Lászlónak is volt itt 3 jobbágya, ezenkívül még Fáy György özvegye, Szalay Pál, Miklovics István is birtokosok voltak itt.
Hasznoson 1873-ban nagy tűzvész pusztított; ekkor majdnem az egész település leégett.
A 20. század elején Heves vármegye Hatvani járásához tartozott.
1910-ben 2345 lakosából 2060 magyar, 285 szlovák, ezekből 2320 római katolikus volt.
Hasznos határában három várrom is volt; Ágasvár, Cserterivár és Óvár.
Ágasvár a fennmaradt adatok szerint közvetlenül a tatárjárás után épült, melyet V. István király, 1264-ben Domonkosnak, a királyné tárnokmesterének adományozott, majd 1272-ben István mester, a Tari és a Pasztohi család őse, nyerte adományul. Ettől kezdve a Tari családé, de e család sarjai nem sokat törődtek a várral, mely a 15. században már romokban hevert, pedig a Pasztohiaknak Hasznoson még 1489-ben fennállt a váruk.
Keleti határában található a Hasznosi-víztározó, amely fölött a hasznosi vár maradványai találhatóak.

### Mátrakeresztes

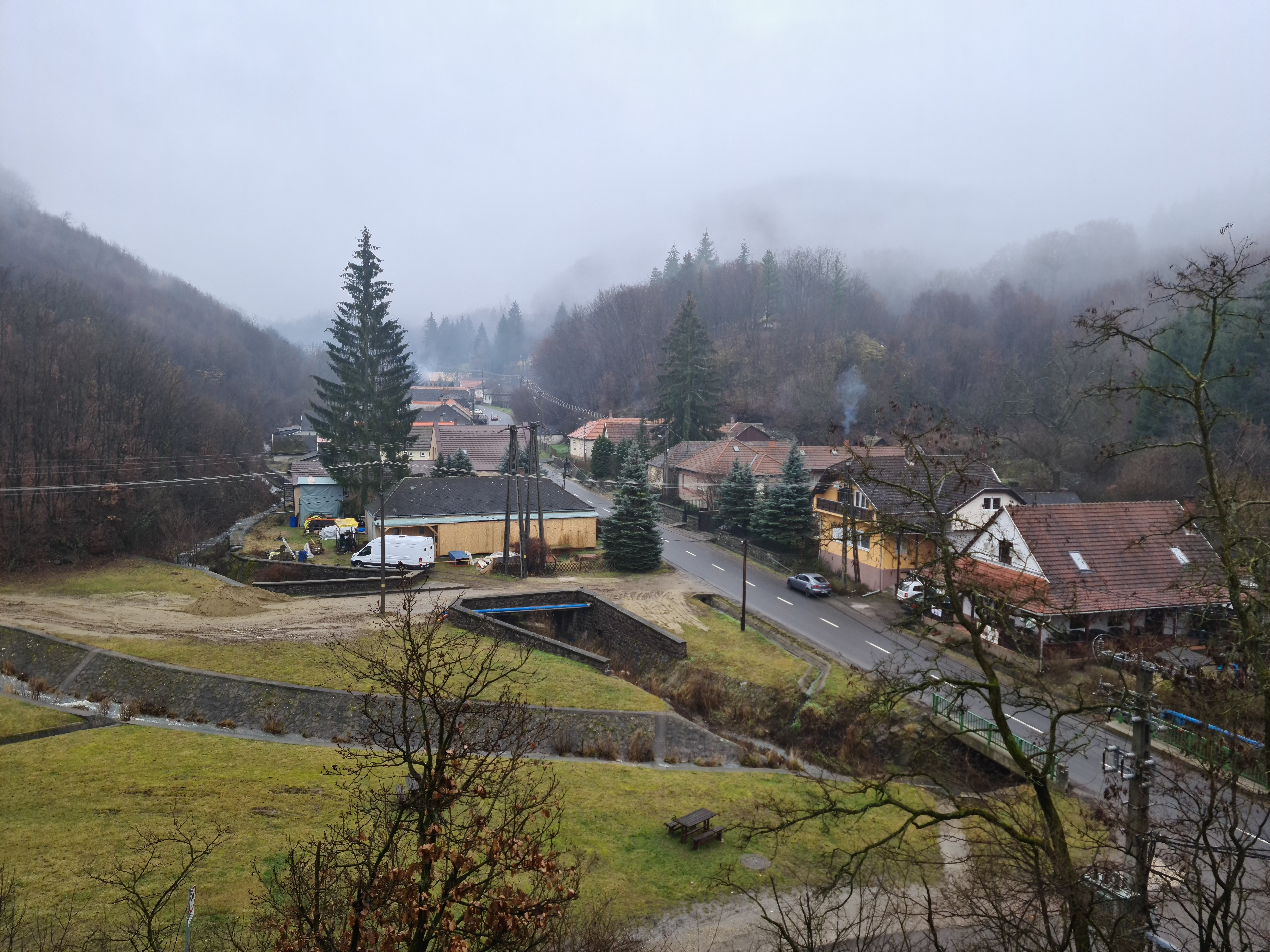
Mátrakeresztes látképe

Pásztóhoz tartozó település a várostól 13 km-re keletre, a Mátrába vezető 2408-as út mellett a hegység lábánál, szintén a Kövecses-patak völgyében, a Nagy-völgyi-patak torkolatánál helyezkedik el. 1937 előtti neve: Alsóhuta. A Csörgő-patak és a Kövecses-patak völgyének találkozásában fekszik, innen indulnak turistautak Ágasvár felé. 2005-ben a patakok áradása miatt árvíz mosta el a falu alsó részeit, azóta új, nagyobb áteresztőképességű mederszakasz épült a Csörgő-patak részére.
Mátrakeresztes jellegzetesen hegyvidéki település, erdősült környezettel és kitűnő klímával rendelkezik. A kedvező természeti, táji adottságok mellett figyelemre méltó vonzerőt képez épített környezete, mivel az ófalu történelmi értékű. Hangulatos településszerkezete, továbbá jelentős számú népi építészeti hagyományokat őrző, védendő értéket képviselő épületállománya van. Történetéről jóformán semmit nem lehet tudni, valószínűleg Hasznos település birtokrészeként szerepel az írásos anyagokban.

## Népességi adatai
Pásztó elhelyezkedésének megfelelően tudott növekedni a lakossága, ám az utóbbi időben népességcsökkenés vehető észre.
A diagram forrása : 
| Lakosok száma | 9559 | 9402 | 9124 | 8608 | 8545 | 8455 |
|               | 2013 | 2014 | 2018 | 2022 | 2023 | 2024 |

### Népcsoportok
A 2011-es népszámlálás során a lakosok 83,7%-a magyarnak, 3,5% cigánynak, 0,5% németnek, 0,2% szlováknak mondta magát (16,2% nem nyilatkozott; a kettős identitások miatt a végösszeg nagyobb lehet 100%-nál). A vallási megoszlás a következő volt: római katolikus 56,4%, református 1,3%, evangélikus 1,7%, görögkatolikus 0,3%, felekezeten kívüli 11,1% (28,2% nem nyilatkozott).
2022-ben a lakosság 92,4%-a vallotta magát magyarnak, 2,9% cigánynak, 0,5% németnek, 0,2% szlováknak, 0,1-0,1% ukránnak és románnak, 2,5% egyéb, nem hazai nemzetiségűnek (7,4% nem nyilatkozott; a kettős identitások miatt a végösszeg nagyobb lehet 100%-nál). Vallásuk szerint 44,4% volt római katolikus, 1,7% evangélikus, 1,5% református, 0,5% görög katolikus, 0,1% izraelita, 2,3% egyéb keresztény, 0,6% egyéb katolikus, 10,1% felekezeten kívüli (38,5% nem válaszolt).

## Híres emberek

### Itt születtek
- Tittel Pál (1784–1831) csillagász, az MTA tagja
- Vértesy Dezső (1881–1917) klasszika-filológus, műfordító
- Himler Márton (angolul Martin Himler) (1888–1961) magyar származású amerikai vállalkozó, újságíró, majd az FBI ügynöke.
- Vágó Antal, született Weisz (1891–1944) válogatott labdarúgó. Nyolcszoros magyar bajnok. 1944 utolsó napjaiban a Dunába lőtték a nyilasok.
- Vágó Zoltán, született Weisz (1892–1976) magyar labdarúgó, labdarúgóedző. Vágó Antal labdarúgó öccse.
- Alapi László (1920–1957) 1956-os forradalmár
- Csohány Kálmán (1925–1980) grafikusművész
- Takács Imre (?) karikaturista, festőművész, grafikus
- Rubin Tibor (1929–2015)  katona, Medal of Honorral kitüntetve
- Gazdag László (1953) közgazdász, egyetemi docens, szakíró
- Kozma István (1964) válogatott labdarúgó

### Más
- Rajeczky Benjamin (1901–1989) zenetörténész
- Gaál István (1933–2007) filmrendező
- Görög Zita (1979) modell, műsorvezető, színésznő
- Csaba Gábor (1922) tanár, Ludovikás katonatiszt, országos bajnok úszó

## Nevezetességei

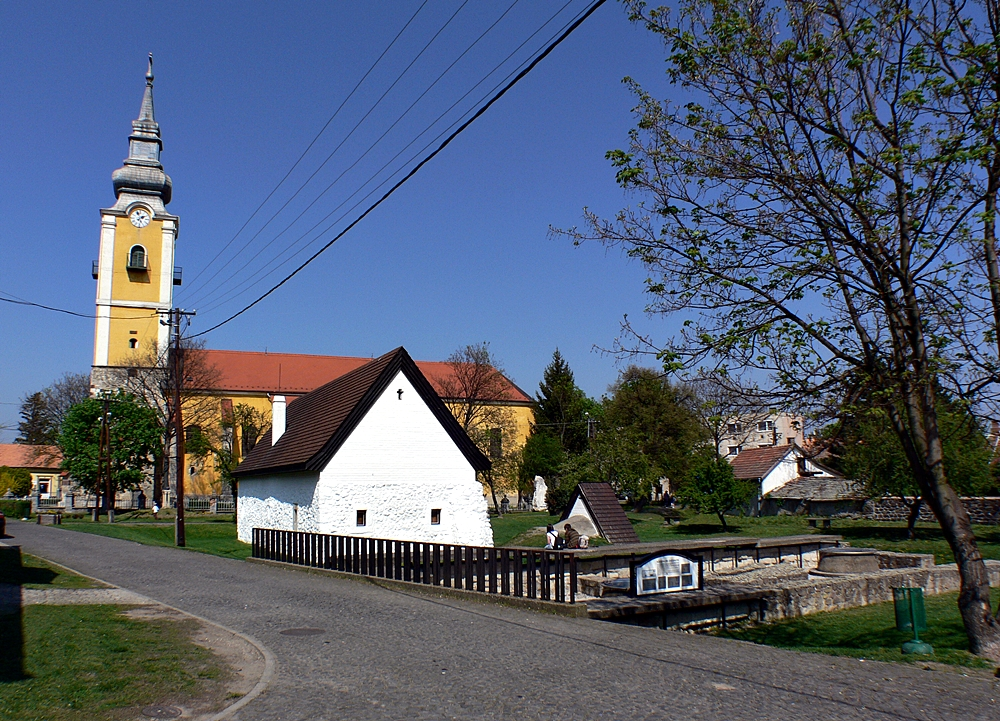
A Szent Lőrinc plébániatemplom és az Oskolamester háza

- Kolostor: A kialakított romkert a bencés, majd a ciszterci monostor maradványaival elevenen idézi a város múltját. A helyreállított barokk kolostorépületben található dr. Rajeczky Benjamin, az utolsó pásztói perjel, európai hírű zenetudós emlékszobája is.
- Kodály Zoltán itt gyűjtötte egyik legismertebb kórusművének, az Esti dalnak dallamát és az első két versszak szövegét 1922-ben.

### Csohány Kálmán Galéria
2001. december 14-én új kiállítóhellyel bővült a múzeumkert. Ekkor nyílt meg Pásztó nagy szülöttének, Csohány Kálmán grafikusművész állandó kiállítása az 1870-es években épült műemléki épületben. A galéria megnyitásával lehetőség nyílt a kétszeres Munkácsy-díjas, érdemes művész teljes életművéből a rézkarcok, litográfiák, egyedi rajzok, akvarellek, kerámiák, azaz mintegy 150 műtárgy bemutatására.
Csohány Kálmán 1925-ben született Pásztón. Az 1960-as évek grafikus nemzedékének egyik meghatározó egyénisége volt. Rézkarcain, tusrajzain és litográfiáin a népi szimbolika érzelem-gazdag, balladai tömörségű egyéni hangvétellel jelenik meg. Az erőteljes, ugyanakkor szűkszavú grafikai vonalvezetés komor, fájdalmas látomásait közvetítik. Visszatérő motívumai: madarak, fák, szárnyas angyalok, kapuk. Könyvillusztrátori tevékenysége is jelentős, a magyar- és a világirodalom remekműveihez készített illusztrációkat (köztük Tamási Áron, Tersánszky Józsi Jenő, József Attila, Áprily Lajos, Kassák Lajos, Illyés Gyula, Déry Tibor művei). Festett síkkerámia terveit Hódmezővásárhelyen égette ki. 1952 óta a magyarországi és külföldi tárlatok és a hazai és nemzetközi grafikai biennálék rendszeres kiállító művésze volt.
Csohány Kálmán 1980. április 2-án halt meg Budapesten. Kívánsága szerint a pásztói Szentlélek temetőben nyugszik.

### Oskolamester háza

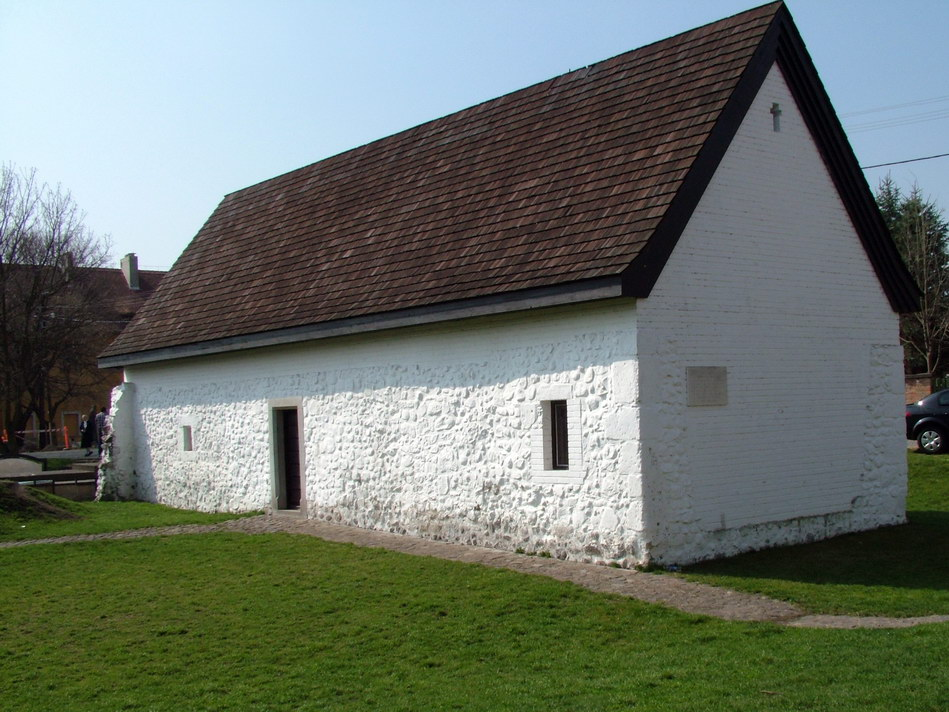
Az Oskolamester háza

- A műemlékövezetben lévő Oskolamester-házat már 1428-ban említi oklevél. Az „oskolamester ház” a Mátra vidéken szokásos módon, kerek, görgetett patak-kövekből épült. Az egyik szoba alatt gabonatartó vermet építettek ki, melyben a régészek megtalálták egy középkori család minden használati eszközét.

### A Pásztói Múzeum
Állandó kiállításai:
- Évmilliók üzenete Nógrádban
- Fűtől fáig – fényképkiállítás
- A ciszterci rend története a középkorban
- Pásztói évszázadok – helytörténeti kiállítás a város történetéből
- Rajeczky Benjamin emlékszoba
- Csohány Kálmán Galéria
- Gaál István emlékszoba
- Középkori kolostor romjai
- Középkori kovácsműhely
- Középkori üveghuta
- Szőlőkultúra a Mátra alján

## Oktatás, közművelődés
A városi oktatásban szerepet játszik a pásztói Zsigmond Király Általános Iskola, illetve a Magyar Szentek Római Katolikus Óvoda és Általános Iskola. Itt működik a magyar-francia két tanítási nyelvű Mikszáth Kálmán Líceum is.
A helyi közművelődésről a Teleki László Városi Könyvtár és Művelődési Központ gondoskodik.

## Pásztói népszokások
A 20. század közepéig a város kapuján mamutmaradványokat őriztek, amelyeket a babonás elöljáróság akasztott ki. A Nemzeti Múzeum több ilyen megláncolt csontot őriz. Az egyik Pásztó kapuján függött, innen került a kiállítóhelyre. Valószínűleg ehhez a hagyományhoz kapcsolódik a cserháti részen található Csontfalu elnevezés is. Az adat azért is figyelemre méltó, mert száz évvel ezelőtt még önálló település volt, ma pedig emlékét csupán a neve, a Harangos-kút és néhány falmaradvány, a szántás során előkerülő 13. századi cserépdarabok őrzik.
A századforduló idején az egyes társadalmi osztályok között meglévő ellentét nemcsak vagyoni, hanem területi szempontból is tapasztalható volt Pásztón. Ezek szerint a bügei paraszt nem szívesen érintkezett a Kutriban lakókkal, az alvégiek a felvégiekkel. A bügei gazda azt tanácsolta a fiának: A patakon túlról ne nősülj! A Malom-patak volt az a határvonal, amely a pásztói parasztokat két különböző kasztra osztotta. Vasár- és ünnepnaponként a szokásos legényestéken nem volt tanácsos a bügei legénynek a Kutriban lakó lányt hazakísérni, mert a felvégi legények megverték, megkéselték. Életmódjukban, szokásaikban a parasztok ragaszkodtak leginkább a hagyományokhoz. Ez a családi és társadalmi életükben még nem volt hátrányos, de a gazdálkodásban annál inkább, mivel földjüket az apától és a nagyapától tanult módon művelték.

## Testvérvárosa
- Ruffec, Franciaország